# Loïc Leferme

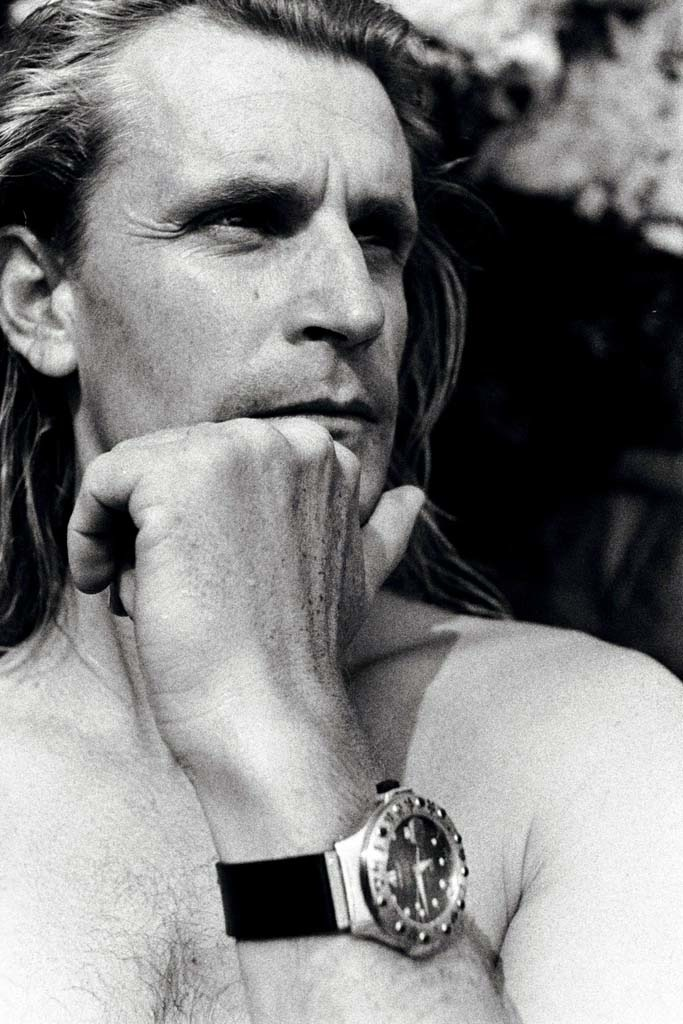
Loïc Leferme

Loïc Leferme (28 augustus 1970 – 11 april 2007) was een Frans freediver.
Hij had tot 2 oktober 2005 het wereldrecord vrijduiken (free diving) in handen, totdat het werd gebroken door Herbert Nitsch. In 2002 zette hij het wereldrecord free diving (zonder zuurstofflessen) op 162 meter. Zijn eerste wereldrecord was 137 meter (1999). Op 30 oktober 2004, verbeterde hij zijn wereldrecord tot 171 meter in de categorie free diving unlimited.
Hij stierf tijdens een training in Villefranche-sur-Mer toen zijn apparatuur faalde en hij niet op tijd boven kon komen. Hij was aan het trainen voor een recordpoging in juli 2007.

## Records
- 1999: –137 Meter
- 2002: –162 Meter (20 oktober)
- 2004: −171 Meter (30 oktober)